# Fernando Pimentel y Fagoaga
Fernando Vicente Trinidad Pimentel Fagoaga (Ciudad de México; 1851 - Ib.; 1929) fue un destacado empresario, banquero y político mexicano perteneciente a la oligarquía Porfirista.

## Biografía
Con su primera esposa, María Bracho, tuvo un hijo: Salvador Pimentel y Bracho. En su segundo matrimonio con Josefina Martínez Campos tuvo tres hijos, todos de apellido Pimentel y Martínez Campos: Francisco, Josefa y María.
Fue hijo del conde Francisco Pimentel y de su esposa Josefa María Gómez y Fagoaga. Su hermano, don Jacinto Pimentel y Fagoaga heredó de su padre el título de conde.

## En El Salto
Su primera esposa, María Bracho, era descendiente de una familia de importantes empresarios duranguenses. Con el matrimonio de María y Fernando, tanto los Bracho como Pimentel lograron incrementar sus influencias y sus negocios en Durango. Tras la muerte de María en 1892, Fernando adquirió el porcentaje que le correspondía a su esposa en la fábrica de hilados y tejidos de algodón “El Salto”

## Trayectoria política

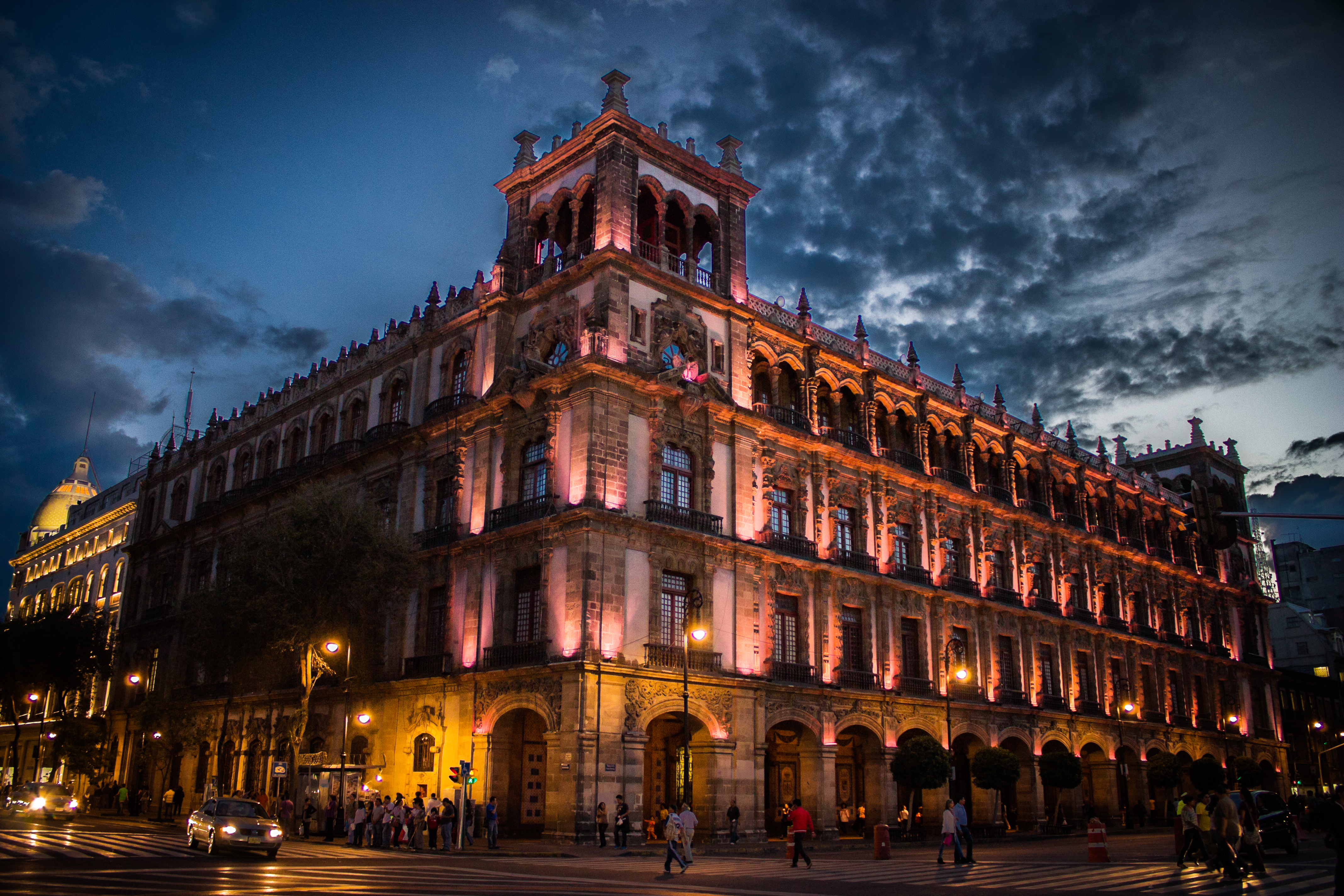
Antiguo Ayuntamiento de la Ciudad de México DF

Pimentel y Fagoaga fue uno de los miembros más jóvenes del grupo porfirista “los científicos”, donde logró hacerse de diversas relaciones políticas que lo acompañarían a lo largo de su carrera.
El 1.º de enero de 1904 Pimentel y Fagoaga tomó protesta como presidente del  Ayuntamiento de la Cd de México. Cargo que ocupó hasta el 21 de noviembre de 1911. Durante su mandato, para celebrar el centenario de la independencia, se decidió cambiar el nombre de las calles llamadas en ese entonces: San José el Real, del Espíritu Santo, del Puente del Espíritu Santo, del Ángel, del Tercer Orden de San Agustín y de Alfaro por el de Isabel la Católica para rendir homenaje a España.
En 1905 Fernando Pimentel y Fagoaga fue vocal de la Junta Central Porfirista encabezada por Alfredo Chavero.
También perteneció al Club Reeleccionista que pretendía apoyar a Porfirio Díaz y a Ramón Corral para presidente y vicepresidente, respectivamente, en las  elecciones de 1910.
Se codeó con familias muy distinguidas, como la familia Madero, con quien mantenía estrechas relaciones de negocios. Estas relaciones con los Madero lo impulsaron a intervenir a favor de ellos, cuando en enero de 1911, el entonces presidente Porfirio Díaz estableció la ley marcial en el norte de México, pretendiendo fusilar a toda la familia, sin embargo Pimentel logró apaciguar los ánimos presidenciales.

## Trayectoria financiera
Fernando también formó parte del grupo de consejeros de la Comisión Monetaria de José Yves Limantour quienes buscaron poner fin a la inestabilidad monetaria por la que atravesaba el  Porfirismo, expidiendo el 19 de marzo de 1897 la Ley General de Instituciones de Crédito, bajo la cual se desarrolló el sistema crediticio mexicano.
Dicha ley tenía la intención de fundar nuevos bancos y de unificar la emisión de billetes, ya que durante esta etapa del porfirismo surgieron varias instituciones de crédito para las cuales el gobierno carecía de una legislación que las regulara. Así, el 12 de octubre de 1898, el Banco Refaccionario se transformó en el Banco Central de México, con el principal objetivo de hacer el canje de los billetes de bancos estatales en la capital del país.

 Enrique Creel fue elegido como primer presidente del Banco Central mientras que Fernando Pimentel y Fagoaga fue elegido como vicepresidente. Años después este último pasaría a ser presidente del banco.

## Trayectoria empresarial

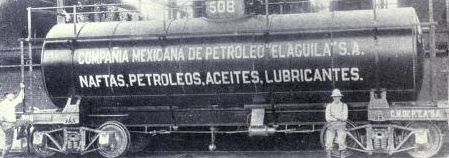
El águila S.A. - Oil rail tank

Cuando Weetman Pearson reorganizó la compañía inglesa “El Águila” en 1908, Fernando Pimentel integró el consejo de administración,  junto con otros personajes pertenecientes a la élite porfirista, como el gobernador de Distrito Federal, Guillermo Landa y Escandón, el gobernador de Chihuahua  Enrique Creel y Pablo Macedo, presidente del consejo de los Ferrocarriles Nacionales de México. 
En su periodo como consejero, Pimentel y Fagoaga cerró varios contratos a favor de la compañía, recomendando los productos a diversas compañías, como la compañía de Luz, Fuerza y Tracción de Aguascalientes y a distintos grupos ferrocarrileros.

En el año de 1906 la Sociedad Cooperativa Manufacturera de Cemento Portland La Cruz Azul S.C.L conocida como “La Cruz Azul” entra en quiebra. Por lo que el Banco Central de México asumió su control. Tres años más tarde se constituyó la Compañía Manufacturera de Cemento Portland La Cruz Azul, S.A, Pimentel y Fagoaga quedó como socio de esta compañía.

Durante el Porfiriato las haciendas pulqueras alcanzaron un gran esplendor. Uno de los hacendados que aprovechó el buen momento por el que atravesaba la industria fue Ignacio Torres Adalid, también conocido como “el Rey del Pulque”. Torres Adalid buscaba constituir una empresa que le permitiera tener un monopolio del producto, para ello tuvo que hacer uso de sus contactos políticos.
Al ser Pimentel y Fagoaga presidente del Ayuntamiento fue invitado como promotor y socio de esta compañía, su participación era de gran importancia, ya que por su cargo en la Ciudad de México, facilitaba los permisos necesarios para la formación de esta empresa.
Pimentel y Fagoaga decide entrar a la industria pulquera haciéndose de 10 pulquerías extendidas por toda la Ciudad de México.
Para 1910 se forma la compañía Expendedora de Pulques, S.C.L, su consejo administrativo, donde recae la máxima autoridad de la compañía, quedó integrado por Ignacio Torres Adalid, Fernando Pimentel y Fagoaga entre otros.

Además tuvo otros cargos. Fue: Director de El Banco Hipotecario y Crédito Territorial Mexicano, fundado en 1900; Vicepresidente de Almacenes Generales de Depósito de México y Veracruz, S.A fundado en 1901. Accionista en Banco de Guanajuato, fundado en 1900. Asesor del Banco de Morelos, fundado en 1903. Presidente de la Compañía Bancaria de Obras y Bienes Raíces, fundada en 1906.
En 1911 tras la caída de Porfirio Díaz , Pimentel y Fagoaga se autoexilió en Madrid y Barcelona, donde fundó varias compañías.